# Itame gaetana
Itame gaetana là một loài bướm đêm trong họ Geometridae.